# Anastasia Bucsis

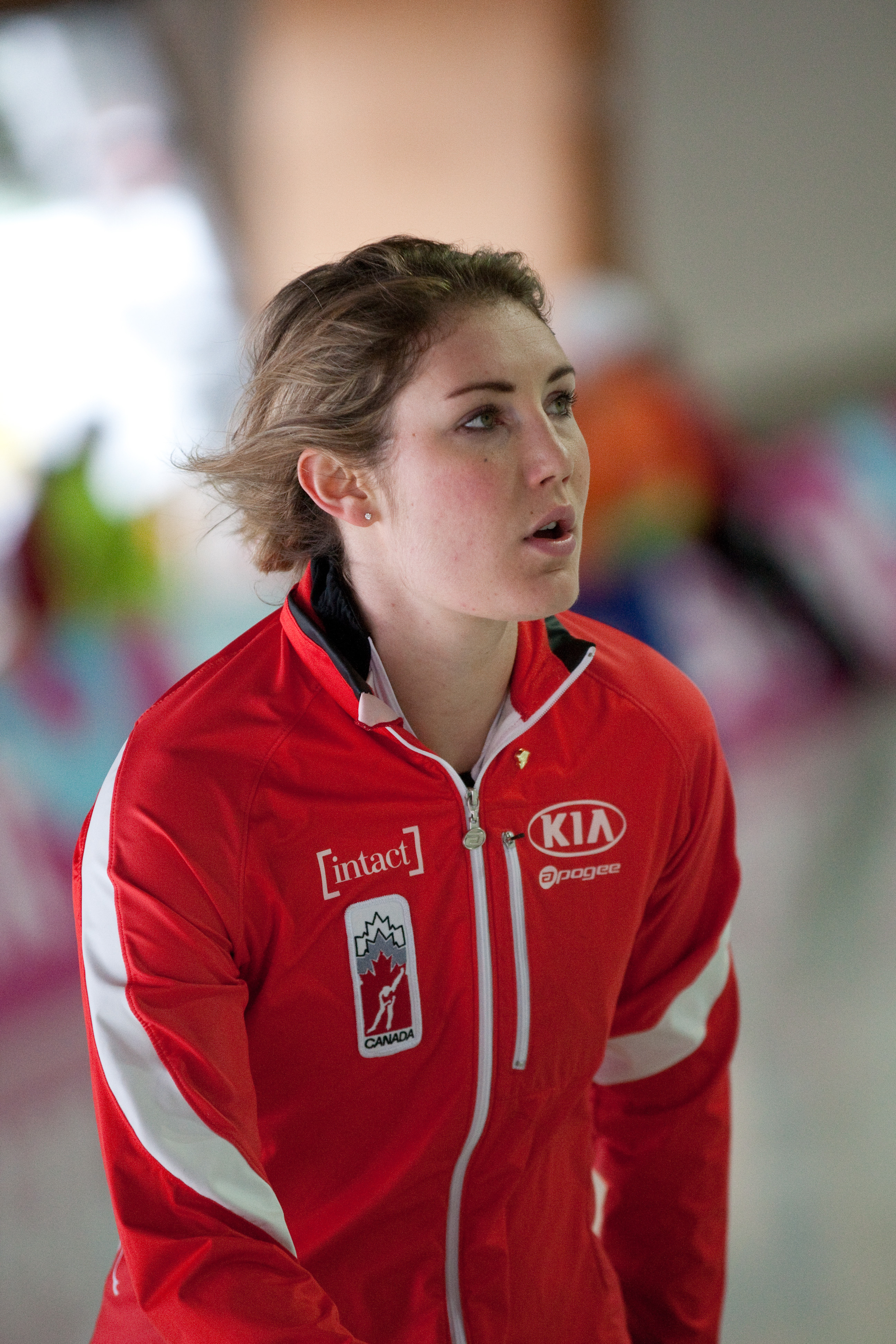
Anastasia Bucsis

Anastasia Bucsis (* 30. April 1989 in Calgary) ist eine kanadische Eisschnellläuferin.

## Leben
Bucsis studierte an der University of Calgary. Bucsis ist 1,78 m groß und 67 kg schwer. Sie war Teilnehmerin der Olympischen Winterspiele 2010 und der Olympischen Winterspiele 2014. Sie trainiert im kanadischen Verein Calgary Speed Skating. Bucsis ist in einer Beziehung mit der kanadischen Eishockeytorhüterin Charline Labonté.
Bei den 2007 Canada Winter Games erreichte sie die Silbermedaille im 500-Meter-Rennen im Eisschnelllauf.